# Бухало, Сергей Максимович
Сергей Максимович Бухало (25 января (7 февраля) 1907, Верховцево — 16 мая 1988, Киев) — советский политический и государственный деятель. Депутат Верховного Совета УССР 1-2-го созывов.

## Биография
Родился 25 января (7 февраля) 1907 г. в городе Верховцево (ныне Днепропетровская область) в семье рабочего железнодорожного депо. После окончания школы работал слесарем железнодорожного депо станции Верховцево. В 1927 —1928 годах учился в тяговой профессиональной школе (профшколе). В 1928 году стал студентом Днепропетровского горного института, где получил специальность горного инженера. Член ВКП(б).
В 1931 году окончил Днепропетровский горный институт. В 1931 —1938 годах — ассистент, старший преподаватель и доцент, помощник директора по технической пропаганды, заместитель директора Днепропетровского горного института имени Артема по учебной работе.
В 1938 —1939 годах — заведующий отделом школ и науки Днепропетровского областного комитета КП(б)У.
В 1939 —1940 годах — заместитель народного комиссара просвещения УССР. 28 мая 1940 — 5 марта 1943 года — нарком образования УССР. В марте 1943 —1944 годах — заместитель народного комиссара просвещения УССР.
В 1944 — 1950 гг. — начальник Управления по делам Высшей школы при Совете Министров Украинской ССР (Киев). В 1950 — 1959 гг. — руководитель научно-организационного отдела Президиума АН УССР. В 1959 г. занял пост заместителя Председателя Совета по изучению производительных сил УССР Госплана УССР.
В 1964 году занял должность Председателя Совета по изучению производительных сил УССР Госплана УССР. В 1965 году под редакцией профессора С. Бухала Совет по изучению производительных сил УССР Госплана УССР начала издавать научный сборник «Размещение производительных сил УССР», что способствовало объединению ученых и специалистов народного хозяйства в деле изучения производительных сил.
В 1967 — 1988 годах — профессор и заведующий кафедрой организации и планирования промышленных предприятий Киевского института народного хозяйства (ныне — Киевский национальный экономический университет имени Вадима Гетьмана). Работал в области организации и планирования промышленного производства и размещение производительных сил.
16 мая 1988 года умер в Киеве, похоронен на Байковом кладбище.

## Награды
- 2 ордена Трудового Красного Знамени (23.01.1948; 03.05.1954)